# Henryk Andracki
Henryk Andracki (ur. 1 marca 1933 w Samarzewie, zm. 10 października 2019) – polski wojskowy, inżynier i polityk, generał brygady Wojska Polskiego, członek Krajowej Rady Radiofonii i Telewizji.

## Życiorys
Od 1937 mieszkał z rodziną w Słupcy, gdzie w 1948 ukończył szkołę podstawową. W 1952 został absolwentem technikum we Wrocławiu. W sierpniu 1952 rozpoczął służbę wojskową jako podchorąży Fakultetu Wojsk Łączności Wojskowej Akademii Technicznej w Warszawie. Studia ukończył w 1956, uzyskując tytuł zawodowy inżyniera telekomunikacji oraz stopień porucznika w korpusie oficerów wojsk łączności.
Został następnie skierowany do służby w 5 pułku łączności jako inżynier radiowy w 2 batalionie dowodzenia. Od 1960 służył w Szefostwie Wojsk Łączności MON, gdzie był pomocnikiem szefa wydziału II Oddziału I Operacyjnego (do 1966), a następnie starszym pomocnikiem szefa wydziału. W 1965 ukończył dwuletnie Podyplomowe Studium Badań Operacyjnych w Instytucie Matematycznym Polskiej Akademii Nauk. W 1967 został wyróżniony przez ministra obrony narodowej Mariana Spychalskiego za udział w ćwiczeniach „Lato-67”. Od 1968 był starszym pomocnikiem szefa Oddziału III Radiowego w Szefostwie Wojsk Lotniczych. Od września 1972 do czerwca 1974 studiował w Wojskowej Akademii Sztabu Generalnego Sił Zbrojnych ZSRR im. Klimenta J. Woroszyłowa w Moskwie. Po powrocie do kraju we wrześniu 1974 został zastępcą szefa Wojsk Łączności Pomorskiego Okręgu Wojskowego (POW). W lipcu 1975 objął stanowisko szefa Wojsk Łączności POW, a od września 1982 był zastępcą szefa Wojsk Łączności MON ds. operacyjno-szkoleniowych. W grudniu 1982 ukończył Wyższy Kurs Akademicki dla kierowniczej kadry WP w moskiewskiej Wojskowej Akademii Sztabu Generalnego Sił Zbrojnych ZSRR.
Od lipca 1983 do października 1992 był szefem Wojsk Łączności MON, a następnie do września 1993 (po reorganizacji struktur) szefem Wojsk Łączności i Informatyki Sztabu Generalnego WP. 24 września 1983 na mocy uchwały Rady Państwa PRL został mianowany na stopień generała brygady. Nominację wręczył mu 10 października 1983 w Belwederze przewodniczący Rady Państwa Henryk Jabłoński. Jako szef Wojsk Łączności był współautorem systemu wozów dowodzenia i ruchomych wozów łączności. Pod jego kierownictwem rozpoczęto prace nad zautomatyzowanym systemem dowodzenia „Storczyk”.
W lutym 1987 został powołany w skład Rady Naukowo-Technicznej przy Komitecie do spraw Radia i Telewizji „Polskie Radio i Telewizja”. W latach 1990–1991 był członkiem komitetu redakcyjnego czasopisma „Myśl Wojskowa”. 14 stycznia 1994 przeszedł w stan spoczynku z uwagi na wiek. Dwa dni wcześniej został pożegnany przez ministra obrony narodowej Piotra Kołodziejczyka.
W wyborach w 1993 bez powodzenia kandydował do Sejmu z ramienia BBWR. Od września 1994 do kwietnia 1997 zasiadał w Krajowej Radzie Radiofonii i Telewizji. Wraz z prawnikiem Tomaszem Kwiatkowskim został powołany do KRRiT przez prezydenta Lecha Wałęsę w miejsce odwołanych przez niego Marka Markiewicza i Macieja Iłowieckiego za rzekome rażące naruszenia ustawy o radiofonii i telewizji. Pełnił później funkcję doradcy prezesa Urzędu Regulacji Telekomunikacji i Poczty.
Był jednym z inicjatorów powołania w 1996 Klubu Generałów Wojska Polskiego, od czerwca 2001 do września 2004 pełnił funkcję jego skarbnika, w kolejnej kadencji (do września 2007) był członkiem komisji rewizyjnej. Działał społecznie w Zarządzie Głównym Światowego Związku Polskich Żołnierzy Łączności, był współorganizatorem zjazdu tej organizacji.

## Awanse
W trakcie wieloletniej służby w Wojsku Polskim otrzymywał awanse na kolejne stopnie wojskowe:
- chorąży – 1954,
- podporucznik – 1955,
- porucznik – 1956,
- kapitan – 1960,
- major – 1966,
- podpułkownik – 1971,
- pułkownik – 1974,
- generał brygady – 1983.

## Odznaczenia i wyróżnienia
- Krzyż Oficerski Orderu Odrodzenia Polski (1990)
- Krzyż Kawalerski Orderu Odrodzenia Polski (1980)
- Złoty Krzyż Zasługi (1975)
- Srebrny Krzyż Zasługi (1968)
- Medal 30-lecia Polski Ludowej
- Medal 40-lecia Polski Ludowej
- Złoty Medal „Siły Zbrojne w Służbie Ojczyzny” (1975)
- Srebrny Medal „Siły Zbrojne w Służbie Ojczyzny”
- Brązowy Medal „Siły Zbrojne w Służbie Ojczyzny”
- Złoty Medal „Za zasługi dla obronności kraju” (1979)
- Srebrny Medal „Za zasługi dla obronności kraju”
- Brązowy Medal „Za zasługi dla obronności kraju”
- Złoty Medal „Za Zasługi dla Ligi Obrony Kraju” (1985)
- Krzyż „Za Zasługi dla ZHP” (1984)
- Złota Odznaka „Zasłużony Pracownik Łączności” (1974)
- Medal pamiątkowy „Za zasługi dla WOPK” (1989)
- Odznaka Honorowa „Za zasługi dla ZBŻZ” (1986)
- Złota Odznaka Budowniczego Legnicko-Głogowskiego Okręgu Miedziowego (1984)
- Odznaka i tytuł Racjonalizatora Wojskowego (1987)
- Odznaka „Zasłużony dla województwa legnickiego” (1984)
- Odznaka „Zasłużony dla województwa sieradzkiego” (1984)
- Odznaka „Zasłużony dla miasta Wałcza” (1987)
- Złota Odznaka „Za zasługi w zwalczaniu powodzi” (1977)
- Medal „Za umacnianie braterstwa broni” (ZSRR, 1984)[8]
- Medal jubileuszowy „60 lat Sił Zbrojnych ZSRR” (ZSRR, 1979)
- Medal jubileuszowy „70 lat Sił Zbrojnych ZSRR” (ZSRR, 1988)
- Medal 30-lecia Sił Zbrojnych Kuby (Kuba, 1984)

## Życie prywatne
Syn Jana i Janiny z domu Rutkowskiej. Mieszkał w Warszawie. Od 1956 był żonaty z Danielą z domu Podgórną, miał syna i córkę.